# Joseph Souberbielle
Pour les articles homonymes, voir Souberbielle.
Joseph Souberbielle, né le 18 mars 1754 à Pontacq et mort le 11 juillet 1846 à Paris, est un chirurgien français.  Ami proche et médecin personnel de Robespierre, il a été l'un des vainqueurs de la Bastille et l'un des jurés du procès de Marie-Antoinette.
Il est réputé en son temps comme lithotomiste. 

## Biographie
Neveu du chirurgien Jean Baseilhac (connu aussi sous le nom de frère Côme), qui aura une influence importante sur sa carrière, il s'installa à Paris en 1774, où il devint l'élève du chirurgien Pierre-Joseph Desault.

### Sous la Révolution
Il participe à la prise de la Bastille en 1789, pénètre dans la forteresse, et soigne les blessés. En 1792, les « vainqueurs de la Bastille » sont admis à former des compagnies de gendarmes à pied ;  il est nommé chirurgien-major de la 35e division de gendarmerie. En 1793, il est attaché comme chirurgien au tribunal révolutionnaire, chargé entre autres de vérifier la grossesse des accusées se prétendant enceintes.
Très lié à Robespierre, en tant que médecin personnel, il fut, en 1793, pendant la Terreur, juré au tribunal révolutionnaire. Celui-ci condamna, parmi d'autres, la reine Marie-Antoinette. Il fut l'un des jurés lors de la première audience du procès de Georges Danton et des dantonistes.
Robespierre demanda personnellement à Joseph Souberbielle de surveiller l'état de santé de la « veuve Capet », depuis le jour de son incarcération à la Conciergerie, le 2 août 1793, jusqu'à l'issue de son procès (procès de Marie-Antoinette), le 16 octobre 1793. Celle-ci souffrait alors d'hémorragies importantes, dues certainement à un cancer de l'utérus. Il l'alimenta alors, quotidiennement, avec du « bouillon de poulet »,.

### De l'Empire à la monarchie de Juillet

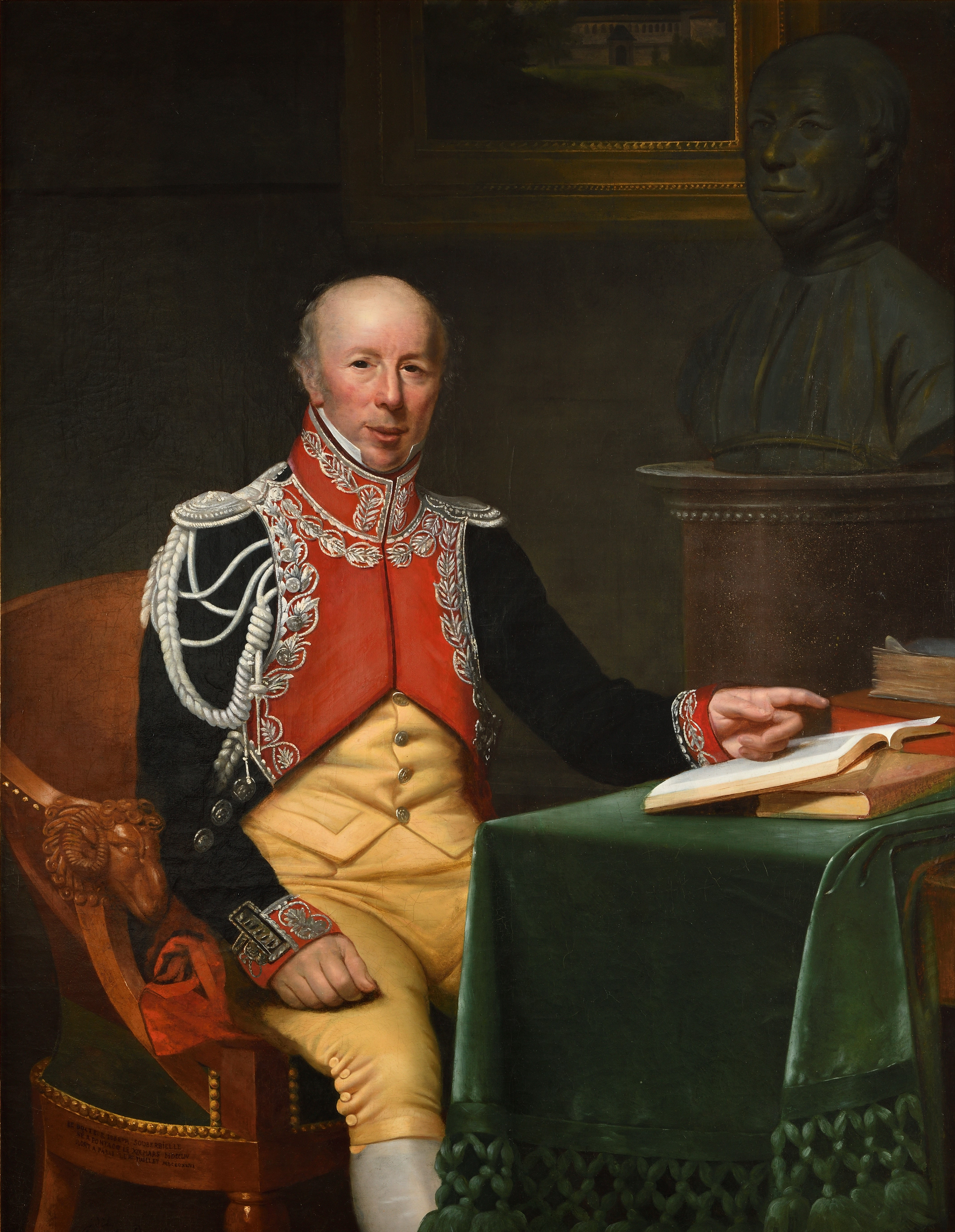
Adèle Romany, Portrait de Joseph Souberbielle, en tenue de chirurgien major de la Gendarmerie impériale, 1814.

En 1813, il est chirurgien-major des gendarmes impériaux. En 1814, Adèle Romany fait son portrait.
Démis de ses fonctions après les Cent jours, il poursuit une carrière de chirurgien. Après les Trois Glorieuses, il tente de devenir député en se présentant aux élections de 1831 contre le général Mathieu Dumas. Il sollicite de même, et toujours en vain, son admission à l'Académie Royale de médecine en 1834.
Vers 1830, il adhère aux idées de Charles Fourrier, et il voit dans les phalanstères, la réalisation de l'idéal révolutionnaire de 1793.
Dans la dernière décennie de sa vie, il aimait recevoir et à se montrer avec ses décorations, pour raconter la prise de la Bastille et ses exploits amoureux. Des auteurs, comme Lamartine pour son Histoire des Girondins, viennent le voir pour obtenir des renseignements ou des documents. Pour Souberbielle, chanter une strophe de la Marseillaise était sa « prière du matin ».
Dernier survivant du procès de Marie-Antoinette, il est le seul membre du jury dont le daguerréotype a été conservé  , à l'instar de celui de Louis-Philippe.

## Travaux

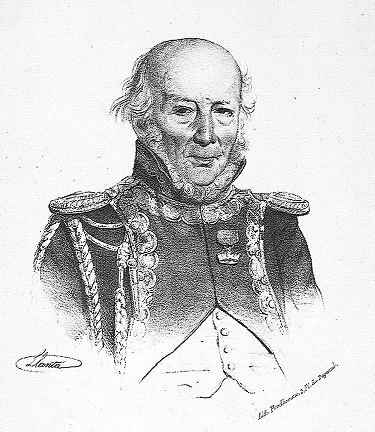
Portrait de Souberbielle portant la couronne murale des Vainqueurs de la Bastille

Il est connu en son temps pour son travail en urologie. Chirurgien lithotomiste à Paris, Souberbielle est l'un des plus zélés défenseurs de la méthode inventée par son oncle, Jean Baseilhac en 1779 pour l'opération de la pierre par voie d'abord (accès chirurgical) sus-pubienne. Il se montra en conséquence fort opposé à la technique de lithotritie de  Jean Civiale. On estime qu'il a effectué plus de 1 200 opérations sus-pubiennes pour l'élimination des calculs urinaires, au cours de sa carrière. 
Comme l'a fait Jean Baseilhac, il a plaidé pour l'utilisation d'une pâte caustique arsenicale pour la cautérisation des cancers. Le mélange trouve une utilisation particulière dans le traitement des ulcères du visage (poudre de frère Côme, ou poudre de Rousselot). 
Il opère avec succès une vieille femme d'une « corne » sur le front d'une vingtaine de cm de long, ou cornu cutaneum (en)(rare tumeur kératinisée le plus souvent bénigne). Un modèle de cire, supposé fait du vivant de la patiente avant l'opération, a été conservé à Paris jusqu'à la fin du XIXe siècle. Il se trouve désormais au Mütter Museum de Philadelphie. 

## Ouvrages
- Recueil de pièces sur la lithotomie et la lithotritie, 1828. lire en ligne sur Gallica
- Observations sur l'épidémie dysentérique qui a régné à l'école de Mars, au camp des Sablons, dans l'an 2 de la République (1793), avec des moyens employés pour la combattre, Paris, imprimerie de Béthune, 1832, 8 p. lire en ligne sur Gallica
- Quelques remarques sur les deux derniers écrits de M. Civiale..., 1833. lire en ligne sur Gallica
- Lettre de M. Souberbielle [1er septembre 1833] à l'Académie des sciences, sur la statistique des affections calculeuses, présentée par M. Civiale, dans la séance du 26 août 1833, Paris, imprimerie de Béthune, s.d., 10 p. lire en ligne sur Gallica
- Renseignements adressés à l'Académie des sciences sur quelques points de la statistique des affections calculeuses présentée par M. Civiale, Paris, impr. de Béthune, 1833, 18 p. lire en ligne sur Gallica
- Encore les chiffres de M. Civiale, Paris, imprimerie de Béthune, Belin et Plon, 1834, 10 p. lire en ligne sur Gallica
- Académie de médecine, candidature de M. Souberbielle dans la section opératoire, 1835. lire en ligne sur Gallica
- « Mémoire sur l'opération de la taille », Mémoires de l'Académie royale de médecine, tome VIII, 1840.